# Heldenstadt
Heldenstadt (russ город-герой/ „gorod-geroi“) ist ein Ehrentitel, der in der Sowjetunion an Städte verliehen wurde, „für das massenhafte Heldentum ihrer Verteidiger im Großen Vaterländischen Krieg“ gegen die Angriffe der Wehrmacht. Insgesamt erhielten 12 Städte und die Festung Brest (Heldenfestung) diesen Titel. Vergleichbare Ehrungen gab es auch in anderen Ländern.

## Sowjetische Ehrungen
Alle Ehrentitel wurden zugleich mit dem Leninorden, der Medaille „Goldener Stern“ sowie einer Urkunde des Obersten Sowjets der Sowjetunion verliehen. Die Heldenstadt war fortan berechtigt, in ihrer Stadtfahne den Lenin-Orden sowie die Medaille „Goldener Stern“ abzubilden. (Davon machen heute nur noch Sewastopol, Stalingrad/Wolgograd, Kertsch und Tula Gebrauch; die anderen Städte haben sie durch Zarenkrone, Doppeladler und/oder Heilige ersetzt. Kertsch bildet eine Besonderheit, da es die Zarenkrone zusammen mit dem Orden „Goldener Stern“ führt.) Zusätzlich wurde in der Heldenstadt ein Obelisk mit Abbildungen dieser Auszeichnungen und der Inschrift des Wortlauts des Erlasses des Präsidiums des Obersten Sowjets der UdSSR errichtet. Wegen außerordentlicher Verdienste ihrer Verteidiger wurde der Festung Brest der Ehrentitel „Heldenfestung“ verliehen. Alle Heldenstädte werden mit Gedenksteinen an der Kremlmauer und auf offiziell geprägten Münzen geehrt.

### Ernennungen während des Zweiten Weltkrieges
- Leningrad, 1. Mai 1945, für die erfolglose Belagerung der Stadt durch die Wehrmacht[2]
- Odessa, 1. Mai 1945, für die langanhaltende Verteidigung bei der Schlacht um Odessa
- Sewastopol, 1. Mai 1945, für den Widerstand von Stadt und Festung während der Schlacht um Sewastopol und der Weigerung zur Kapitulation[3]
- Stalingrad, 1. Mai 1945, für die Verteidigung der Wolgastadt während der Schlacht um Stalingrad

### Ernennungen nach dem Zweiten Weltkrieg
- Festung Brest, 8. Mai 1965, anlässlich des 20. Jahrestages des Sieges im Großen Vaterländischen Krieg für den Widerstand beim Angriff der Deutschen
- Kiew, 8. Mai 1965, anlässlich des 20. Jahrestages des Sieges im Großen Vaterländischen Krieg für den Widerstand bei der Schlacht um Kiew
- Moskau, 8. Mai 1965, anlässlich des 20. Jahrestages des Sieges im Großen Vaterländischen Krieg für die Verteidigung bei der Schlacht um Moskau
- Kertsch, 14. September 1973, anlässlich des 30. Jahrestages der Beendigung der Schlacht um den Kaukasus und der Befreiung der Krim
- Noworossijsk, 14. September 1973, anlässlich des 30. Jahrestages der Beendigung der Schlacht um den Kaukasus und der Befreiung der Krim
- Minsk, 26. Juni 1974, anlässlich des 30. Jahrestages der Befreiung Weißrusslands
- Tula, 7. Dezember 1976, anlässlich des 35. Jahrestages des Sieges bei der Schlacht um Tula
- Murmansk, 6. Mai 1985, anlässlich des 40. Jahrestages des Sieges im Großen Vaterländischen Krieg für die Verteidigung des eisfreien Hafens beim deutschen Unternehmen Silberfuchs
- Smolensk, 6. Mai 1985, anlässlich des 40. Jahrestages des Sieges im Großen Vaterländischen Krieg für die Verdienste bei der Schlacht um Smolensk

## Galerie
- Heldenstädte (sowjetische Briefmarkenausgabe 1965)

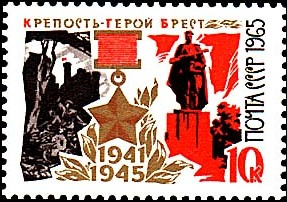
Brest
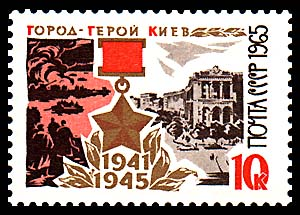
Kiew
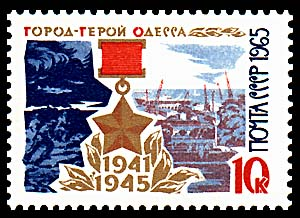
Odessa
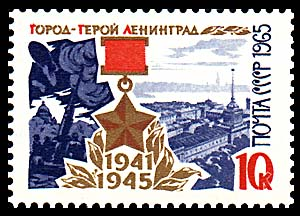
Leningrad
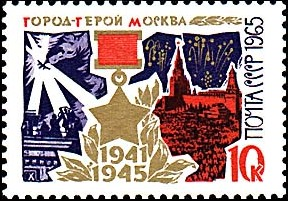
Moskau
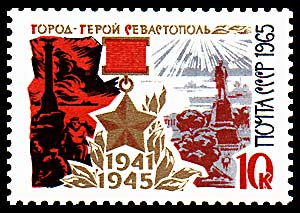
Sewastopol
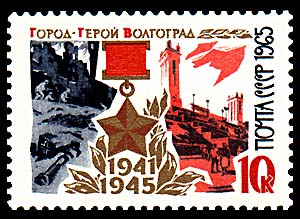
Wolgograd

## Auszeichnung „Heldenstadt“ nach dem Zerfall bzw. außerhalb der Sowjetunion

### Heldenstadt Leipzig (1989)
Während der Montagsdemonstrationen 1989, die einen entscheidenden Impuls für die Wende in der DDR gaben, wurde Leipzig in Anlehnung an das sowjetische Beispiel als Heldenstadt bezeichnet. Die informelle Auszeichnung für den so mutigen wie friedlichen Einsatz vieler Leipziger Bürger einschließlich Kurt Masurs im Umfeld der Leipziger Nikolaikirche prägten den Ruf der Stadt nach der Wende und wird beim Stadtmarketing mit dem Slogan „Leipziger Freiheit“ aufgegriffen.

### Heldenstadt Minsk (2020)
Während der Massenproteste 2020 in der Republik Belarus, die sich gegen die manipulierten Präsidentenwahlen richteten, füllten in Spitzenzeiten über 200.000 Menschen die Straßen und Plätze der Hauptstadt Minsk. Die weiß-rot-weiße Revolution spielte sich an einem Ort ab, der nach 1945 mit seinen überdimensionierten Plätzen und ausladenden Alleen als Musterstadt des Sozialismus inszeniert worden ist. Aus den Ruinen des Zweiten Weltkriegs ging eine sowjetische Heldenstadt hervor, deren rasantes Wachstum als Minsker Phänomen bezeichnet wurde. Prägten zuvor Veteranen und Partisanen das Image der Stadt, machte 2020 die Zivilgesellschaft auf sich aufmerksam, insbesondere durch die öffentlichkeitswirksamen Aktionen von Frauen.

### Heldenstädte der Ukraine (2022)
Während des russischen Überfalls auf die Ukraine 2022 verlieh der ukrainische Präsident Wolodymyr Selenskyj den Städten Charkiw, Cherson, Hostomel, Mariupol, Tschernihiw und Wolnowacha am 6. März 2022 den Titel „Heldenstadt“ (ukrainisch Місто-герой / Misto-heroi). Später folgten weitere Städte, darunter am 24. März 2022 Ochtyrka.

## Vergleichbare Auszeichnungen in anderen Ländern
In Italien erhielten die Stadt Ravenna und die Provinz Arezzo die Tapferkeitsmedaille.
Großbritannien verlieh der Insel Malta 1942 das Georgskreuz.
Jugoslawien verlieh 1974 und 1975 den Orden des Volkshelden an die Städte Belgrad, Zagreb, Ljubljana, Novi Sad, Prilep, Priština, Titov Drvar und Cetinje.
Kuba verleiht den Titel der Heldenstadt an berühmte Städte der Militärgeschichte, so zum Beispiel an Santiago de Cuba für seine Stellung im Unabhängigkeitskampf gegen Spanien, während des Spanisch-Amerikanischen Kriegs und der Kubanischen Revolution.